# 高分子ゲル
高分子ゲル（こうぶんしゲル、英: polymer gel）とは、高分子が架橋されることで三次元的な網目構造を形成し、その内部に溶媒を吸収し膨潤したゲルである。よって、高分子ゲルは、固体と液体の中間的な性質を併せ持つ物質である。架橋方法の違いにより「物理ゲル」、「化学ゲル」と分けて呼ばれることがある。前者は水素結合やイオン結合、配位結合などによって架橋されたもので、熱などの外部刺激により可逆的にゾル-ゲル転移するものもある。例としては寒天やゼラチンが挙げられる。後者は化学反応によって共有結合で架橋されたものであり、構造を壊さない限り溶けなく、化学的に安定である。紙おむつの高吸水性高分子やソフトコンタクトレンズなどは化学ゲルである。

## 合成法
高分子ゲルの合成には架橋様式の違いや、網目構造制御の目的で様々な合成法が用いられる。最も一般的な方法として、ラジカル重合による合成がある。溶媒中でビニルモノマーとジビニル化合物をラジカル開始剤とともに反応させ、重合する。架橋剤のジビニル化合物にはN,N'-メチレンビスアクリルアミド（MBAAm）やエチレングリコールジメタクリレート（EDMA）、開始剤にはアゾビスイソブチロニトリル（AIBN）や過酸化ベンゾイル（BPO）、過硫酸塩などが用いられる。特に水を溶媒とする場合は開始剤の過硫酸アンモニウムに反応促進剤のテトラメチルエチレンジアミン（TMED）を添加して用いられる。

## 機能性高分子ゲル
1978年に田中豊一（MIT）によって発見された高分子ゲルの体積相転移現象により、高分子ゲルの機能化に関する研究は爆発的に進展を見せた。ゲルの体積相転移現象とは、温度、溶媒、pH等の外界の変化に対し、ゲルの体積が可逆的にかつ不連続的に変化する現象である。この性質を利用して、高分子ゲルを人工筋肉やアクチュエータ、形状記憶材料やドラッグデリバリーシステム（DDS）などの高機能デバイスへ応用する研究が盛んにおこなわれている。
また、高分子ゲルの機能化にあたりそのナノサイズの構造を制御する研究もおこなわれている。近年では、岡野光夫らによって網目を構成する高分子鎖に枝分かれ構造を付与したグラフトゲルが作成され、枝分かれのないゲルに比べ刺激に対する収縮速度が速くなることがわかった。他にも、堀江一之・古川英光・渡辺敏行らは剛直な高分子であるポリイミドにアゾベンゼンを取り入れ、三官能性アミンで末端架橋したポリイミドゲルを作成し、光照射により可逆的にゲルの網目構造を変化させ、マクロな形状変化を起こすことに成功している。

## 高強度ゲル
高分子ゲルはその不均一網目構造の為、一般に機械的強度が大変低く産業への応用は限られたものである。近年になり優れた力学強度を持つゲルが開発されてきている。
ポリロタキサンを利用してユニークな8の字架橋点をもつトポロジカルゲル（TPゲル）が伊藤耕三らによって作成され、その透明かつ高い延伸性が発見された。このゲルは8の字をした架橋点が可動であるという、物理ゲルや化学ゲルに分類されない新しいゲルである。その後、竹岡敬和らは伊藤らとともにポリロタキサンにビニル基を修飾した架橋剤を調製し、それを、様々なビニルモノマーと重合することで、色々なゲルに高伸張性を発現できることを示した。原口和敏らは溶媒に分散した数十nmの板状無機粘度鉱物（クレイ）を架橋点とするナノコンポジットゲル（NCゲル）を作成した。このゲルも高い延伸性と透明度を持つ。また龔剣萍らによって独立した2重網目構造を持つダブルネットワークゲル（DNゲル）が作成された。このゲルは硬くて脆い電解質ゲル網目と柔軟な中性ゲル網目から成り、生体軟骨やゴムのような高弾性・高靱性を示す。